# Doing My Best Family Finance Diary
Doing My Best Family Finance Diary (japansk titel: Ganbaru Watshi no Kakei Diary) är titeln på en programvara avsedd att användas tillsammans med en Nintendo DS. Med detta program är det möjligt att bokföra utgifter för att på så sätt underlätta kontrollen av till exempel användarens egen ekonomi.